# Cueva del Notario
La cueva del notario es una cueva situada, junto a otras, en la localidad de Tuñón, en Asturias, España. En estas cuevas se puede encontrar restos del paleolítico, que en conjunto evidencian que hubo un centro poblacional hace aproximadamente 40.000 años.
Posee dos galerías principales. La primera de ellas, situada más al sur, tiene una longitud de unos 4 m desde la boca, para quedar posteriormente colmatada. La otra, situada al norte, tiene escaso desarrollo, aproximadamente 1 m. El vestíbulo de la cavidad tiene unos 2,5 m longitud por unos 2 m de anchura. La boca posee una altura de unos 3 m y está orientada al oeste. En la cavidad se encuentran gran cantidad de pequeños cantos rodados cuyo tamaño no suele sobrepasar los 5-8 cm, que podrían ser parte del sedimento acumulado durante la formación del karst, que con el tiempo se habría erosionado, destacando estas partículas de mayor tamaño. El cacique decimonónico, Alejandro Pidal y Mon, casado con una Bernaldo de Quirós, recogió por escrito la leyenda de la cueva, en la que el hidalgo Diego Vázquez de Quirós, Señor de horca y cuchillo, a finales del siglo XV, mató en venganza a un notario, plebeyo, que estaba teniendo amoríos con una de sus hijas.